# Пакоштане
Пакоштане је насељено место и седиште општине у Задарској жупанији, између Јадранског мора и Вранског језера, Република Хрватска.

## Историја
До територијалне реорганизације у Хрватској налазило се у саставу бивше велике општине Биоград на Мору.

## Становништво
На попису становништва 2011. године, општина Пакоштане је имала 4.123 становника, од чега у самом Пакоштану 2.191.

## Попис 1991.
На попису становништва 1991. године, насељено место Пакоштане је имало 2.155 становника, следећег националног састава:
| Попис 1991.‍   | Попис 1991.‍  | Попис 1991.‍ | Попис 1991.‍ | Попис 1991.‍ |
| ------------- | ------------ | ----------- | ----------- | ----------- |
|               |              |             |             |             |
| Хрвати        | Хрвати       |             | 2.054       | 95,31%      |
| Срби          | Срби         |             | 20          | 0,92%       |
| Албанци       | Албанци      |             | 9           | 0,41%       |
| Словенци      | Словенци     |             | 7           | 0,32%       |
| Југословени   | Југословени  |             | 5           | 0,23%       |
| Мађари        | Мађари       |             | 5           | 0,23%       |
| Словаци       | Словаци      |             | 4           | 0,18%       |
| Италијани     | Италијани    |             | 1           | 0,04%       |
| Муслимани     | Муслимани    |             | 1           | 0,04%       |
| Немци         | Немци        |             | 1           | 0,04%       |
| Црногорци     | Црногорци    |             | 1           | 0,04%       |
| остали        | остали       |             | 2           | 0,09%       |
| неопредељени  | неопредељени |             | 8           | 0,37%       |
| непознато     | непознато    |             | 37          | 1,71%       |
| укупно: 2.155 |              |             |             |             |